# Bjarni Djurholm
Bjarni Djurholm (født 19. marts 1957 i Kollafjørður) er en færøsk lærer og politiker (Fólkaflokkurin). 

## Familiebaggrund og erhvervskarriere
Han er søn af lærer Niels Pauli Djurholm. Bjarni Djurholm er gift med Eydna (født Jacobsen) fra Nólsoy, og bosat i Hoyvík ved Tórshavn. Bjarni Djurholm er uddannet lærer fra Føroya Læraraskúli fra 1982, og har taget flere efteruddannelseskurser. I årene 1982–1984 var han lærer ved Skúlin á Trøðni i Tórshavn, en landsdækkende skole for elever med særlige behov, derefter lærer ved Tórshavns Tekniske Skole 1984–1996. Fra 1996 er han assisterende rektor ved folkeskolen Eysturskúlin i Tórshavn, som har fra 1. til og med 10. klasse. Han var timelærer ved Føroya Handilsskúli 1993–1995.

## Politisk arbejde
Djurholm var vicerepræsentant til Lagtinget fra Suðurstreymoy 1984–1994. Han mødte første gang i Lagtinget i 1987, senere fast for Jógvan Sundstein 1991–1993. I denne periode var han formand for Lagtingets kultur- og skoleudvalg, hvor han også var formand 1996–1998 og igen fra 2011-2015. Djurholm var fast indvalgt på Lagtinget fra Suðurstreymoy 1994–2008. Han var Lagtingets 1. næstformand 1996–1998 og er formand for Lagtingets finansudvalg 1998–2000. 8. december 1994 fremlagde Bjarni Djurholm beslutningsforslag for Lagtinget om en uvildig undersøgelse den såkaldte banksag. Lagtinget vedtog lovforslag om undersøgelsen i maj 1995, og 1996 til 1998 var Bjarni Djurholm observatør på vegne af Lagtinget i undersøgelsen (Grønborg-undersøgelsen), som medførte, at den danske stat eftergav omkring 1 milliard kroner til Færøernes Landsstyre og nedfrøs yderligere 500 mio kr, samt gav en lempelse på rentesatsen på tilbageværende lånebyrde.
Djurholm var erhvervsminister i tre regeringer 2000–2008 og vicelagmand i Jóannes Eidesgaards første regering 2004–2008. I 2007 var han opstillet som kandidat til formandsposten i Fólkaflokkurin, men tabte i en kampafstemning mod Jørgen Niclasen. I 2008 blev han ikke genvalgt til Lagtinget, men kom ind som vicerepræsentant for samme år og blev medlem af Lagtingets erhvervsudvalg. Fra 2011 er Djurholm indvalgt til Lagtinget på eget mandat og formand i Lagtingets kulturudvalg.

### Lagtingsudvalg
- 2011-2015 formand for Kulturudvalget
- 2008-2011 medlem af Erhvervsudvalget
- 1998-2000 formand for Finansudvalget
- 1996-1998 formand for Kultur- og skoleudvalget
- 1991-1993 formand for Kultur- og skoleudvalget

## Hæder
Den 20. juni 2005 blev han udnævnt til ridder af Dannebrogordenen.